# Caiobá

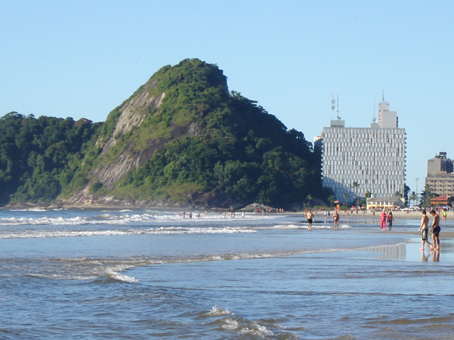
Playa de Caiobá.

Caiobá es un barrio y un balneário perteneciente al municipio de Matinhos, localizado en el litoral del estado de Paraná. Atrae anualmente miles de turistas durante el verano; su población durante la temporada de verano puede llegar a casi 1 500 000 de personas. Caiobá es el destino de muchas personas de Brasil y de América Latina.

## Historia
La colonización inicio luego de la llegada del francés Auguste de Saint-Hilaire en 1820 cuando comenzó a surgir la Vila de Matinhos. En 1927 fue inaugurada la Estrada do Mar (Carretera del Mar), conectando Paranaguá a Praia de Leste, que trajo muchas familias alemanas, entre ellas la familia de Augusto Blitzkow, responsable por la urbanización de Caiobá.

## Geografía
Localizado en el litoral paranaense, a 3 m de altitud, con una área de 215 km². El clima para la realidad sulista es muy caliente todo el año con medias de 22 grados en el verano y 18 grados en el invierno. Se sitúa a 111 km de la capital Curitiba.

## Población
La población es mestiza, formada por descendientes de los indios carijós, portugueses, italianos, alemanes y otros. Presenta una estructura social particular, debido a las características de la formación de su población fija y estacional, en relación con los veranistas y turistas, y recibe, solamente el balneário, cerca de 1 500 000 personas, que llegan en feriados y temporadas. El balneario que pertenece la Matinhos tiene 15 174 habitantes.